# 코판주

코판 주의 위치

코판주(스페인어: Copán)는 온두라스 서부에 위치한 주로 주도는 산타로사데코판이며 면적은 3,203km2, 인구는 320,562명(2005년 기준)이다. 서쪽으로는 과테말라와 국경을 접하며 23개 지방 자치체를 관할한다. 콜럼버스 이전의 시대에 존재한 마야 문명 유적인 코판 유적으로 유명한 곳이다.